# Phedina
Phedina là một chi chim trong họ Hirundinidae.